# Laura Codruţa Kövesi
Laura Codruța Kövesi, född Lascu 15 maj 1973 i Sfântu Gheorghe, är en rumänsk jurist. Hon är sedan oktober 2019 europeisk chefsåklagare och chef för Europeiska åklagarmyndigheten.
Codruța Kövesi var chefsåklagare för Nationella antikorruptionsbyrån i Rumänien 2013–2018. Hennes idoga anti-korruptionsarbete mot rumänska politiker gjorde henne så impopulär att regeringen slutligen avsatte henne. Trots öppet motstånd från Rumäniens regering enades Europaparlamentet och Europeiska unionens råd om att välja Codruta Kövesi till den första europeiska chefsåklagaren. Den 14 oktober 2019 utsågs hon formellt av Europaparlamentet och rådet till europeisk chefsåklagare för en sjuårsperiod från och med den 31 oktober 2019.
Den 5 maj 2020 vann Kövesi ett mål i Europadomstolen mot Rumänien. Domstolen konstaterade att Kövesis mänskliga rättigheter hade inskränkts i samband med att hon avsattes från sin post som chefsåklagare vid Nationella antikorruptionsbyrån, bland annat eftersom beslutet inte gick att överklaga och för att hon fick sparken på grund av att hon hade yttrat sig kritiskt kring ett nytt lagförslag från den dåvarande regeringen, vilket innebar en inskränkning i hennes yttrandefrihet.